# Villanueva de Valdegovía
Villanueva de Valdegovía (baskiska: Uribarri Gaubea) är en ort i Spanien.   Den ligger i provinsen Araba / Álava och regionen Baskien, i den norra delen av landet, 270 km norr om huvudstaden Madrid. Villanueva de Valdegovía ligger 550 meter över havet och antalet invånare är 1 080.
Terrängen runt Villanueva de Valdegovía är huvudsakligen kuperad, men åt sydost är den platt. Villanueva de Valdegovía ligger nere i en dal. Runt Villanueva de Valdegovía är det mycket glesbefolkat, med 6 invånare per kvadratkilometer. Närmaste större samhälle är Urduña / Orduña, 17,8 km norr om Villanueva de Valdegovía. Trakten runt Villanueva de Valdegovía består till största delen av jordbruksmark.